# 名古屋市立上社小学校
名古屋市立上社小学校（なごやしりつ かみやしろしょうがっこう）は、愛知県名古屋市名東区上社五丁目にある公立小学校。

## 概要
- 猪高町大字上社字井堀、上社三丁目、上社四丁目、上社五丁目、小井堀町、姫若町、社が丘一丁目、社が丘二丁目、社が丘三丁目の一部、社が丘四丁目など[注釈 1]が通学区域であり、公立中学校の進学先は名古屋市立上社中学校である[1]。

## 沿革
- 1979年（昭和54年）4月 - 名古屋市立猪高小学校の分校として設置される。
- 1980年（昭和55年）4月 - 名古屋市立上社小学校として独立し、開校する。

## 交通アクセス
- 名古屋市営地下鉄東山線本郷駅下車、徒歩約10分。
- 名古屋市営バス【幹本郷1号系統】「平池」バス停より徒歩約3分。

## 周辺施設
- 名古屋市立上社中学校
- 名古屋市立貴船小学校
- 上社公園
- 名古屋第二環状自動車道上社JCT
- 東名高速道路名古屋IC
- 名古屋第二環状自動車道本郷IC
- 名古屋市営地下鉄東山線本郷駅
- 名古屋法務局名東出張所
- 猪高緑地
- 愛知県道59号名古屋中環状線
- 愛知県道219号浅田名古屋線（県道59号と重複）
- 愛知県道60号名古屋長久手線（東山通）